# Opéra-comique

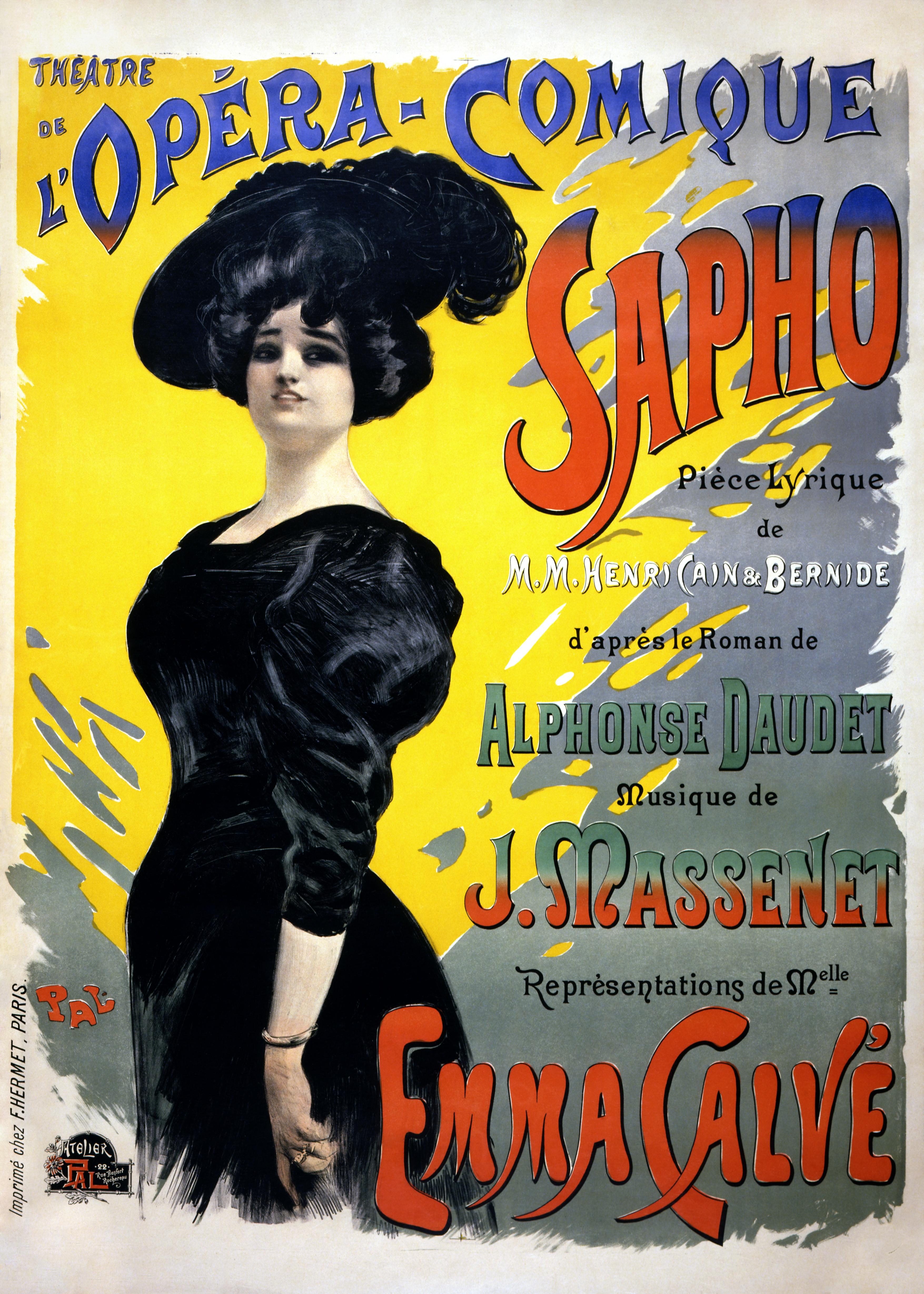
Locandina dell'opéra-comique Sapho di Jules Massenet.

L'opéra-comique è un genere operistico francese che conteneva dialoghi parlati, alternati ad arie od ariette cantate. 

## Origini
Deriva dal vaudeville del théâtre de la foire (cioè dei teatri che operavano in occasione delle "fiere" di Saint Germain e di Saint Laurent), e in misura minore dal teatro della Comédie-Italienne. Il genere ebbe inizio nel 1715 con il Télémaque, una parodia in un atto, scritta dal drammaturgo Alain-René Lesage, dell'opera omonima dell'abate Simon-Joseph Pellegrin (andata in scena all'Opéra nel 1714 con musica di André Cardinal Destouches), ed ebbe termine soltanto nel XX secolo. 
A Parigi all'epoca essendo autorizzate solo due compagnie teatrali, l'Opéra e la Comédie Française, le compagnie minori che operavano senza licenza nelle fiere diedero vita a questa forma drammatica minore senza l'uso di dialogo, in quanto proibito. Il discorso pertanto veniva condensato in versetti scritti su cartelloni retti da bambini travestiti da Cupido, sospesi sopra il palcoscenico. I versi accompagnati da motivetti popolari venivano poi cantati da alcuni compari mescolati tra il pubblico.
Lesage portò questa forma drammatica al successo e per tale motivo è considerato il fondatore dell'opera comica francese.

## Caratteristiche
Fortenemente associate all'omonimo teatro parigino, molte opéra-comique hanno un soggetto allegro e leggero, come suggerisce il loro nome (rientrano in questa categoria Le Postillon de Lonjumeau, La Fille du régiment, o Fra Diavolo). Tuttavia, in seguito il termine venne esteso anche ad opere di carattere maggiormente tragico (come ad esempio Médée di Luigi Cherubini o Carmen di Georges Bizet): le opéra-comique sono infatti definite più dalla struttura, che includeva dialoghi non cantati, che dal carattere della storia e dei personaggi.
Non vanno confuse con l'opera buffa italiana, che in Francia era chiamata opéra bouffon, a sua volta diversa dall'opéra bouffe del XIX secolo (come le creazioni di Jacques Offenbach). 

## Principali esponenti
Uno primi compositori a cimentarsi nel genere fu l'italiano Egidio Romualdo Duni. In seguito, si notano François-André Danican Philidor, Pierre-Alexandre Monsigny e André Grétry, e successivamente il genere fu sviluppato tra gli altri da François-Adrien Boieldieu, Daniel Auber e Adolphe-Charles Adam, fino a Reynaldo Hahn.